# Fred Hetzel
Fred W. Hetzel (ur. 21 lipca 1942 w Waszyngtonie) – amerykański koszykarz, występujący na pozycji skrzydłowego.

## Osiągnięcia
NCAA
- 3–krotny Zawodnik Roku SoCon (1963–1965)[1]
- Wybrany do:
  - I składu All-American (1965)[2]
  - II składu All-American (1964)[2]
  - Galerii Sław Sportu Konferencji Southern NCAA – Southern Conference Hall of Fame[1]

NBA
- Finalista NBA (1967)[3]
- Wybrany do I składu debiutantów NBA (1966)[4]

Reprezentacja
- Mistrz Uniwersjady (1965)[5]